# Peter Fitzgerald (friidrottare)
Peter Fitzgerald, född 27 oktober 1953, är en australisk friidrottare. Han deltog vid olympiska sommarspelen 1976.